# Polpettone di melanzane
Il polpettone di melanzane è una tipica pietanza povera del Riviera di Levante genovese, diffusa con qualche variante anche nelle altre province liguri.

## Descrizione
Nasce nella cucina popolare perché mette insieme i prodotti estivi dell'orto, erbe aromatiche e eventuali carni povere come quelle ricavabili dal pollaio.
La ricetta si replica anche con altre verdure estive, per esempio zucchine e fagiolini, più o meno con le stesse modalità.